# Métropole d'Arta

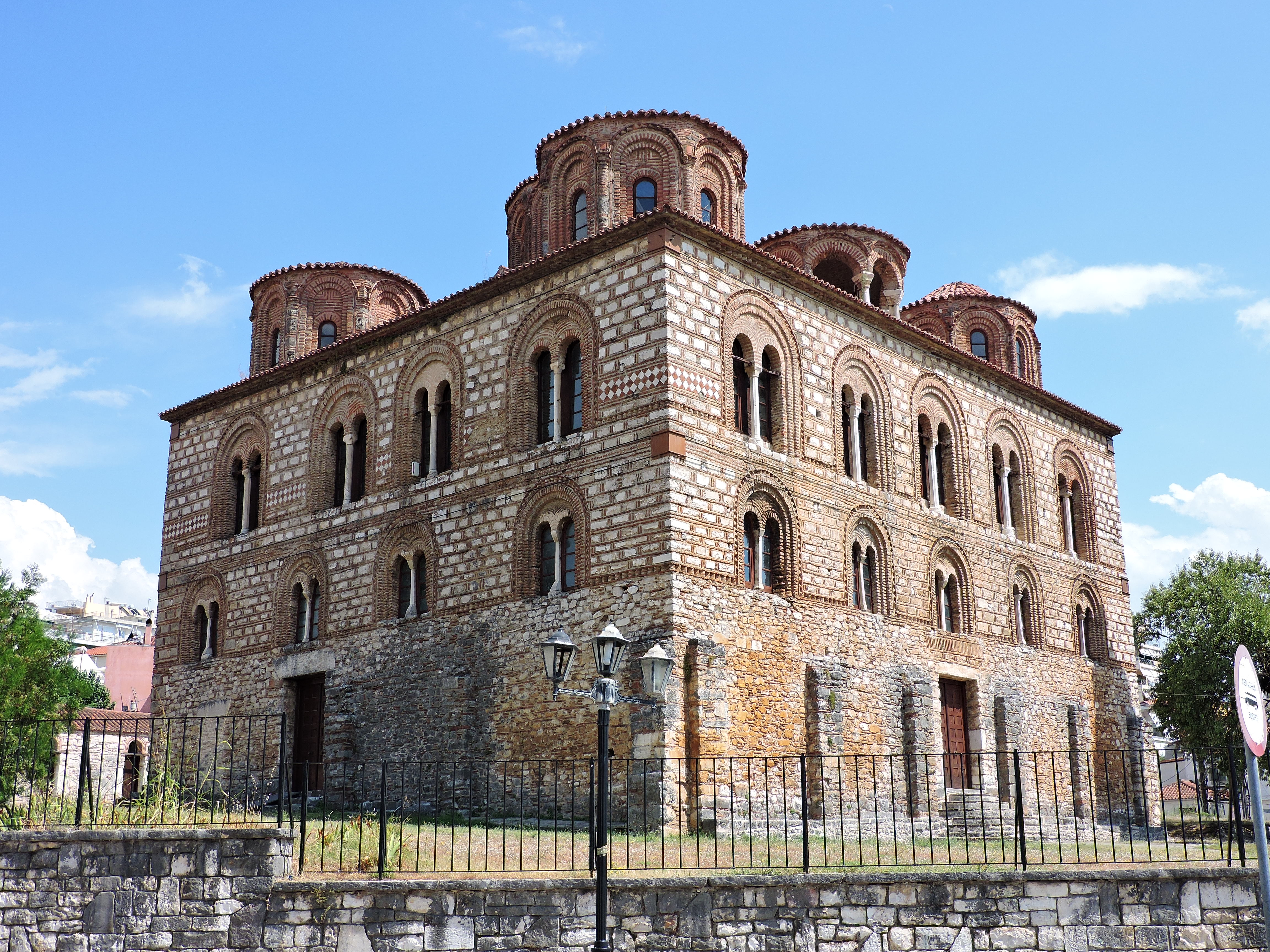
L'église de la Panagía Parigorítissa, à Árta.

La Métropole d'Arta (en grec byzantin : Ιερά Μητρόπολις Άρτης) est le seul évêché de l'Épire à appartenir à l'Église orthodoxe de Grèce. Elle a son siège à Arta et elle étend son ressort sur une grande partie de l'ancien nome d'Arta. 

## La cathédrale
- C'est l'église Saint-Démétrios d'Arta.

## Les métropolites
- Kallínikos (né Konstantínos Korompókis à Argos en 1967) depuis 2016.
- Ignace (né Alexiou à Kastana d'Arta en 1945) de 1988 à 2016.

## Le territoire
- Premier doyenné d'Arta et des environs (siège à Arta, à la cathédrale)
- Deuxième doyenné d'Arta, Kato Radovizia et Kato Tzoumerka (siège à Arta, église Saint-Georges)
- Troisième doyenné de Tzoumerka occidentale (siège à Agnata)
- Quatrième doyenné de Tzoumerka orientale (siège à Athamanio)
- Cinquième doyenné d'Ano Radovizia (siège à Pigès)

## Les solennités locales
- La fête de sainte Théodora d'Arta, reine de l'Épire, le 11 mars.
- La fête de saint Parthénios, évêque de Radovizia, le 21 juillet.
- La fête de saint Zacharie le néomartyr, le 20 janvier.
- La fête des saint Théocharis et Apostolos, néomartyrs, le dimanche des myrrhophores.

## Les sources
- (el) Le site de la métropole : http://www.imartis.gr